# دیوید ویلکینز (ورزشکار)
دیوید ویلکینز (انگلیسی: David Wilkins؛ زادهٔ ۳۰ آوریل ۱۹۵۰) قایقران قایق بادبانی اهل جمهوری ایرلند است.